# آیداهو
آیداهو (به انگلیسی: Idaho) ایالتی است از ایالت‌های غرب آمریکا. مرکز و شهر بزرگ آن بویسی است. این ایالت در سال ۲۰۱۷ میلادی یک میلیون هفتصد هزار نفر جمعیت داشت. جمعیت شهر بویسی ۲۲۳ هزار نفر است.
ایالت آیداهو در منطقه شمال غربی ایالات متحده قرار دارد و از شرق و شمال شرقی با مونتانا، از سوی شرق با وایومینگ، از جنوب با نوادا و یوتا، و در غرب با واشینگتن و اورگن هم‌مرز است.

## پیشینه
نام این ایالت از زبان بومیان شوشونی منطقه گرفته شده، و از Ee-da-how به‌معنای «بنگر! خورشید بر روی کوه می‌نشیند» می‌باشد.
یک دسته از پیشگامان پوینده، نخستین افراد آمریکایی بودند که به سرپرستی کلارک در سال ۱۸۶۰ به این سرزمین رفتند. نخستین ماندگاران آن ایالت نیز عبارت بودند از جویندگان خز، بازرگانان خز، و مبلغین مذهبی که به تدریج نزدیک معادن آن شهرک‌هایی به وجود آوردند. متصل شدن راه‌آهن غرب به این ایالت و نیز توسعه شبکه آبیاری سبب شد که عده بیشتری به این ایالت بروند و در آنجا ساکن شوند. آیداهو در سال ۱۸۹۰ چهل و سومین ایالت ایالات متحده آمریکا شد. آیداهو در ۱۹۵۱ مشهور شد زیرا در آن سال در جنوب این ایالت نخستین بار تولید برق را با انرژی اتمی آزمایش کردند.

## جغرافیا
ایالت آیداهو و سرزمین کوه‌های برف‌پوش، دامنه‌های پر از جنگل، خشک‌رودها و دره‌های عمیق، رودهای فراوان و دریاچه‌های زیباست. این ناحیه از کشور آمریکا بیش‌تر سرد و کوهستانی است. آبشارهای شوشون در این ایالت از آبشارهای نیاگارا بلندترند. چشمه‌های آبگرم و پهنه‌های عظیم گدازه‌ای که در این سرزمین هست همه نشان می‌دهند که این ایالت کوه‌های آتشفشانی داشته‌است. جنگل ملی کاریبو-تارگی در این ایالت قرار دارد.
آیداهو ایالت بزرگی است و از نظر وسعت چهاردهمین ایالت آمریکا است اما جمعیت آن فراوان نیست. بویسی مرکز این ایالت و بزرگ‌ترین شهر آن است این شهر با احتساب حومه حدود ۶۴۳٬۶۵۰ نفر جمعیت دارد. با آنکه آیداهو کوهستانی و خشک است اما مهم‌ترین شغل مردم آن کشاورزی است. اهالی آن به وسیله آبیاری زمین‌های بایر را به زمین‌های حاصلخیز تبدیل کرده‌اند. بزرگ‌ترین ناحیه کشاورزی آیداهو در پیرامون رود اسنیک و شاخه‌های آن قرار دارد. معروف‌ترین محصولات آیداهو سیب زمینی و پرارزش‌ترین محصول آن گندم دیمی است. بسیاری از مردم آیدا به ویژه ساکنان اطراف رود اسنیک گاوداری دارند. بعضی از گاوداری‌ها آیداهو بیش از هزار هکتار وسعت دارند. در آیداهوی جنوبی شغل بسیاری از روستاییان لبنیات‌سازی است. این ایالت چند کارخانه برای تهیه آرد و کارخانه چغندر قند دارد. چون جنگل در آیداهو فراوان است کارخانه چوب‌بری نیز بسیار دارد. این ایالت از نظر کانی‌های مانند نقره، روی و فسفات نیز غنی است.

## اقتصاد
در سال ۲۰۱۲، این ایالت تولید ناخالص داخلی برابر با ۶۲٬۴۶۳ میلیارد دلار داشت، که بیشتر از با تولید ناخالص داخلی کشور لیبی (۶۲٬۳۶۰ میلیارد دلار) بود. آزمایشگاه ملی آیداهو در این ایالت قرار دارد.

## دانشگاه‌های مشهور آیداهو

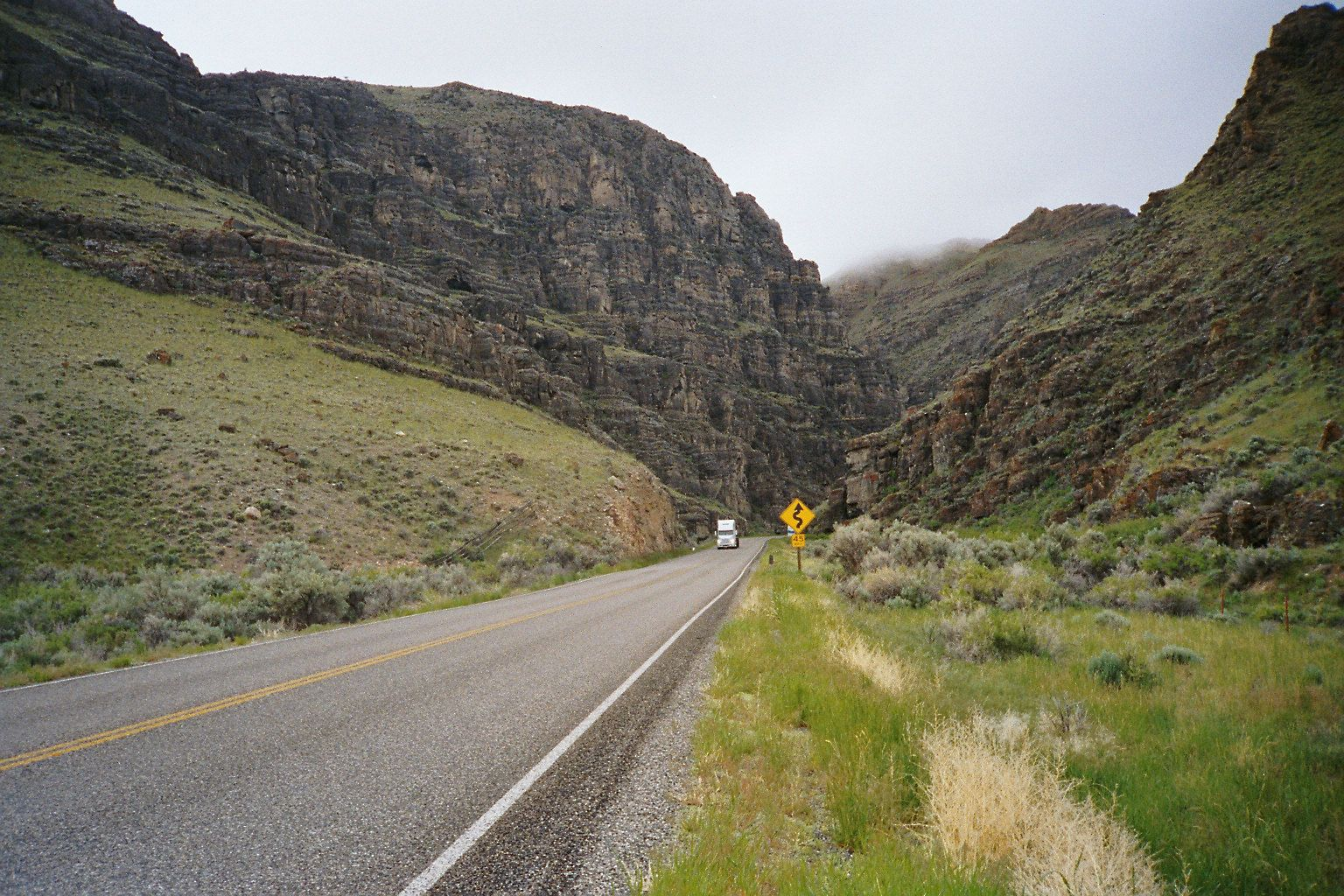
ایالت آیداهو یک ایالت کوهستانیست.

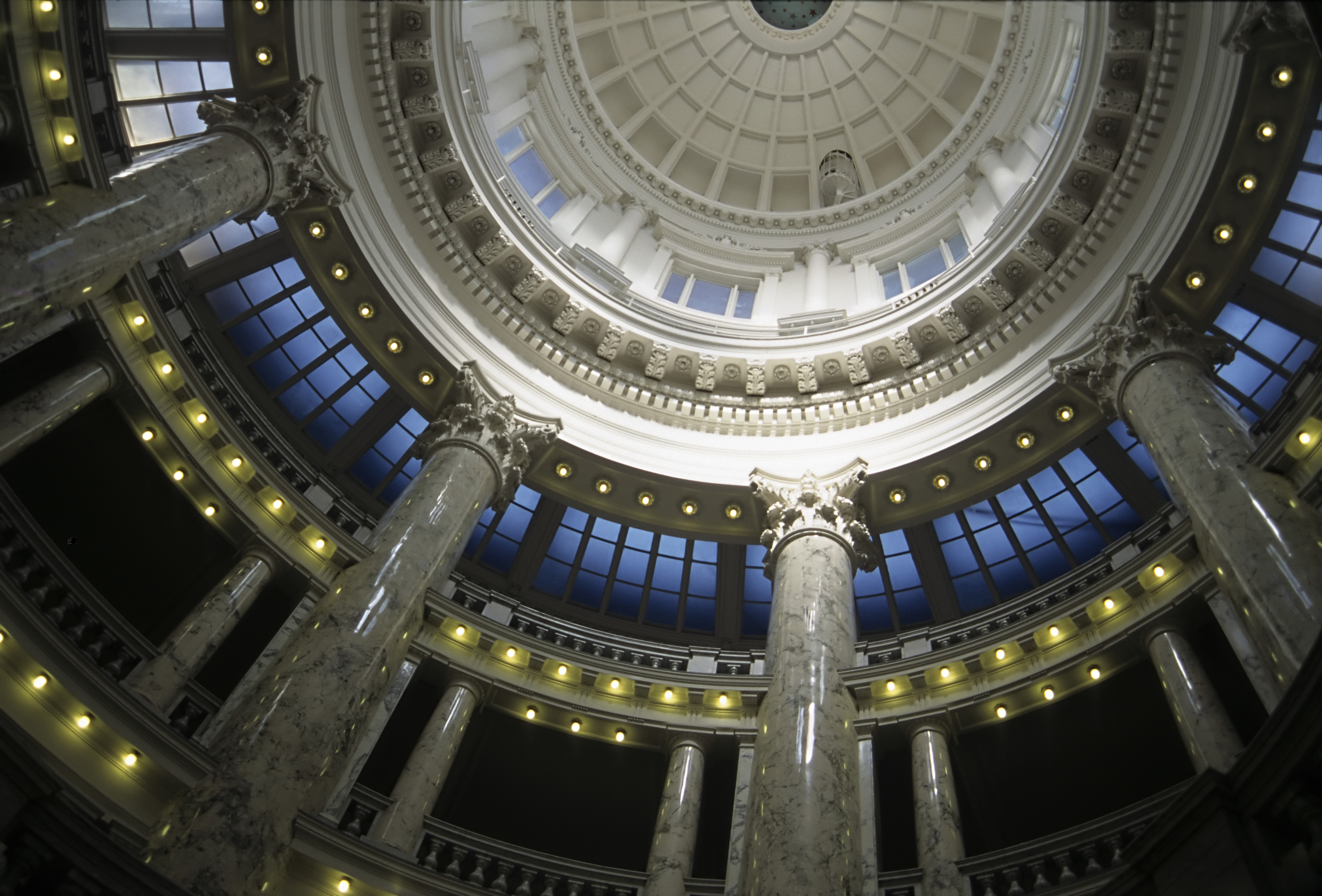
نمایی از داخل گنبد پارلمان ایالت آیداهو.

- دانشگاه ایالتی بویزی
- دانشگاه آیداهو
- دانشگاه ایالتی آیداهو

## نام‌آوران
از نام‌آوران این سرزمین می‌توان ازرا پاوند را نام برد.

## نگارخانه

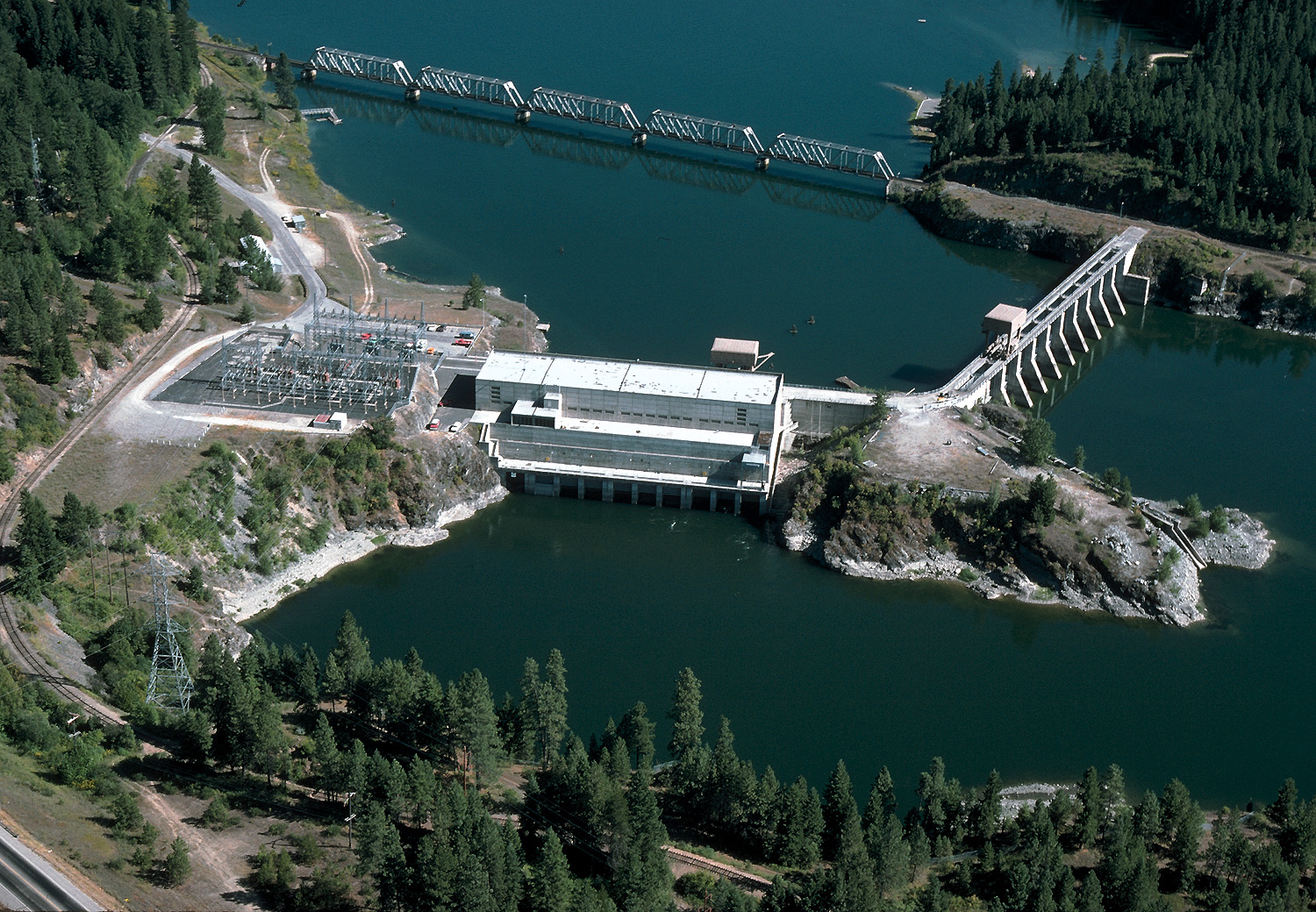
یک نیروگاه برق آبی
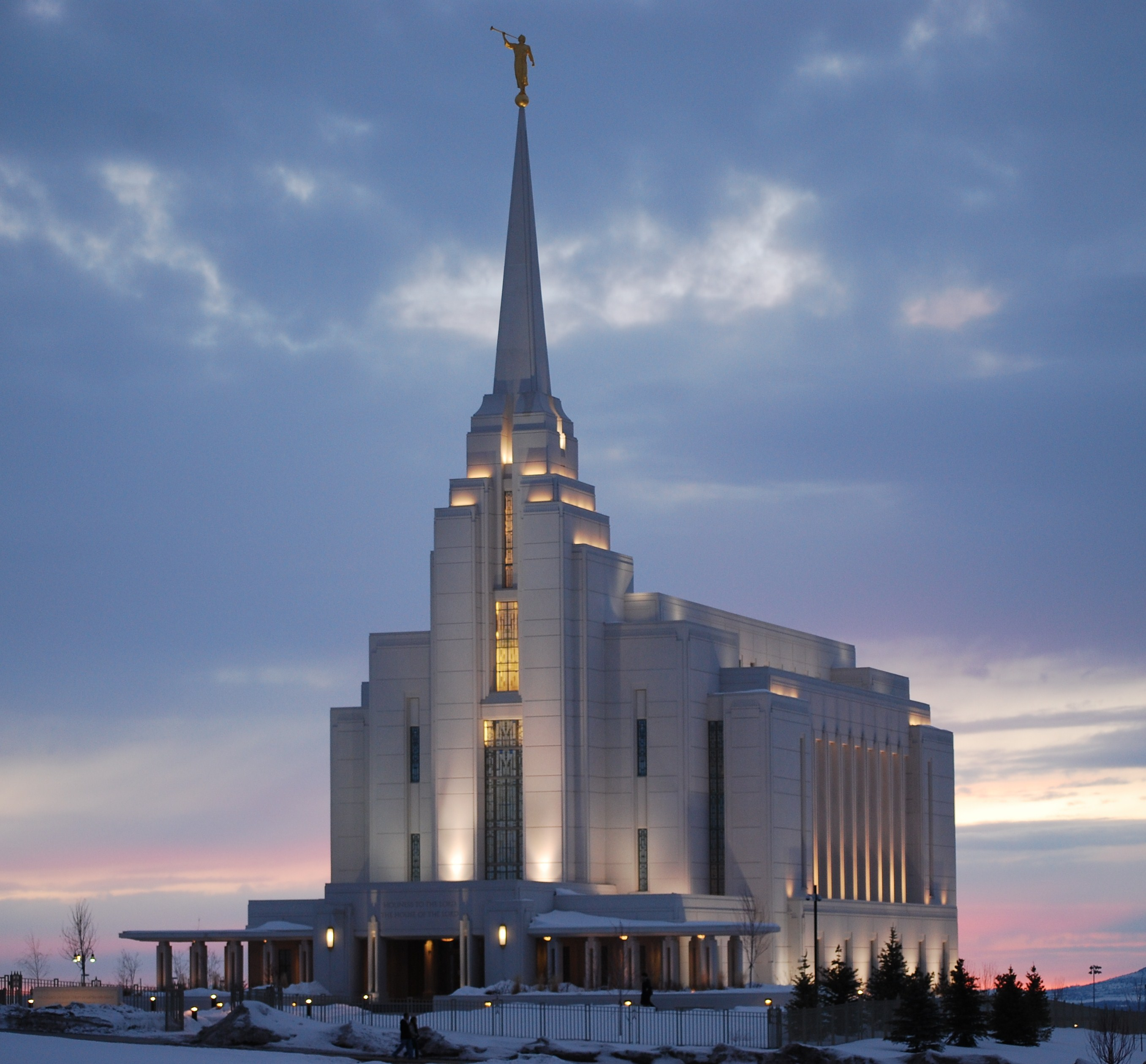
یک کلیسای مورمون در آیداهو
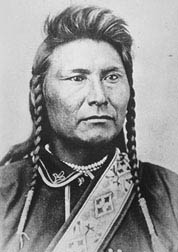
چیف جوزف، رئیس قبیله سرخ‌پوستان قرن نوزدهم
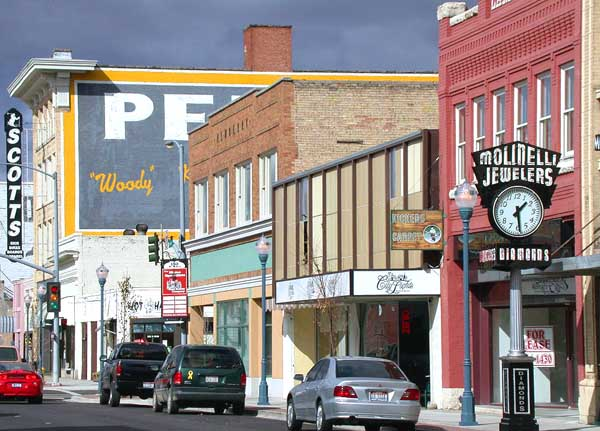
خیابانی در شهر پوکاتلو